# Atlético Club San Martín
El Atlético Club San Martín, conocido popularmente como San Martín de Mendoza, es una institución deportiva de San Martín, provincia de Mendoza, Argentina. Fue fundado el 22 de diciembre de 1927 por el profesor y director Emilio Robustiano Menéndez junto a sus alumnos de la escuela «Juventud San Martín». Participa del Torneo Federal A, tercera categoría del fútbol argentino.
El club es considerado como uno de los cuatro grandes del fútbol mendocino, siendo en el orden regional el tercer equipo con más campeonatos logrados, mientras que en el orden nacional es junto a Gimnasia y Esgrima y Godoy Cruz, el equipo que más veces ha disputado la Primera División de Argentina, con nueve participaciones en lo que fue el Campeonato Nacional. Disputa sus encuentros en el Estadio Libertador General San Martín, del cual es propietario. Dicho recinto, posee una capacidad aproximada para albergar a 12.000 espectadores.

## Historia

### Fundación (1927)
El club fue fundado el 22 de diciembre de 1927 por el profesor y director Emilio Robustiano Menéndez junto a sus alumnos de la escuela «Fray Justo Santa María de Oro». Su personería jurídica la obtuvo recién en 1933. La primera camiseta fue blanca, azul y negra a bastones verticales, los cuales cambiaron a solamente blanca y roja en homenaje al Alumni Athletic Club (equipo multicampeón de la era amateur del fútbol argentino).

### Liga Mendocina de Fútbol
San Martín es el tercer equipo más ganador de la Liga Mendocina de Fútbol, con diez campeonatos logrados (1963, 1966, 1973, 1975, 1979, 1987, 1992, 2009, 2018 y 2022) desde su fundación. También posee doce subcampeonatos logrados en todo su historial (1948, 1956, 1957, 1961, 1967, 1970, 1972, 1976, 1981, 1983, 1985 y 1988).

### Campeonatos nacionales
San Martín participó en nueve ocasiones (1967, 1969, 1971, 1972, 1973, 1974, 1976, 1978 y 1980, siendo así el equipo de la provincia que más intervenciones tuvo en la élite del fútbol argentino.
- Nacional 1967: Terminó décimo segundo, con 10 puntos, producto de tres victorias (frente a San Lorenzo de Almagro, Rosario Central y Chaco For Ever); cuatro empates (Boca Juniors, Quilmes, San Lorenzo MDP y Central Córdoba) y ocho derrotas (Independiente Avellaneda, Vélez, Estudiantes, River Plate, Racing Club, Ferrocarril Oeste, Lanús y Platense).[10]
- Nacional 1969: Finalizó décimo segundo, con 14 unidades, debido a las tres victorias (San Lorenzo MDP, San Martín Tucumán, y Boca Jr); los ocho empates (Desamparados, Talleres Córdoba, Racing Club, Vélez, Lanús, Unión SF, Huracán Parque Patricios y Platense) y las seis caídas (Chacarita, Quilmes, Independiente Avellaneda, River Plate, San Lorenzo Almagro y Estudiantes LP).[11] Como hecho destacado, está la resonante victoria ante Boca Juniors en la Bombonera por 1 a 0, cortándole al equipo xeneize un invicto de 12 partidos en el torneo.[12]

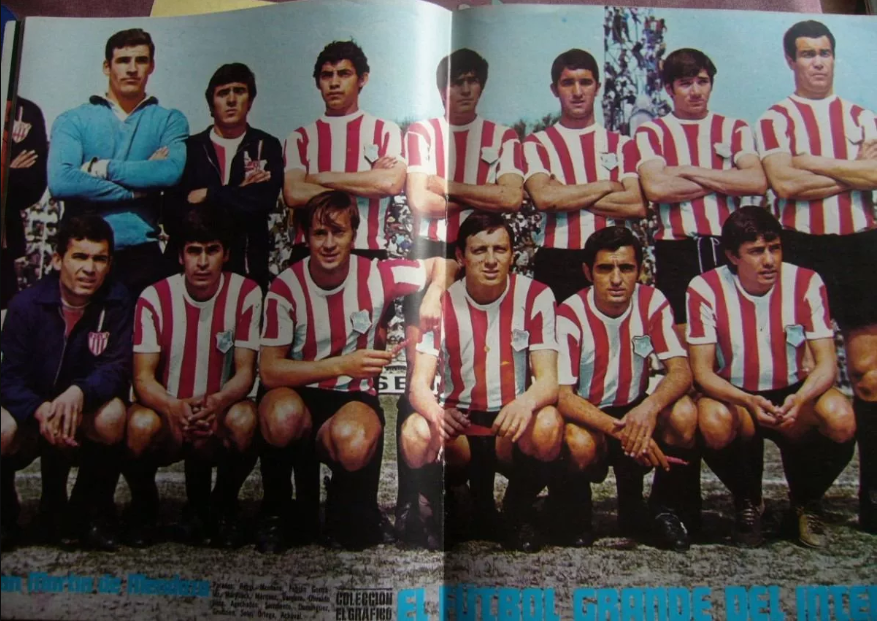
Lámina de revista El Gráfico con el plantel de San Martin 1969. Parados: Reggi, Montana, González, Marillak, Márquez, Vergara, Sosa. Agachados: Sarmiento, Dominguez, Grudzien, Soto, Ortega, Achával. Completan el plantel Strillo, Peralta, Tébez, Ambroggi y Czentorycky.

- Nacional 1971: Culminó noveno, debido a 12 puntos, gracias a las tres victorias (Huracán C.R., Huracán Parque Patricios y Don Orione de Chaco); seis empates (Independiente Avellaneda, Ferro Carril Oeste, Gimnasia y Esgrima Mendoza, Banfield, Juventud Antoniana y Belgrano) y las cinco derrotas (Gimnasia LP, Newell's, River Plate, Argentinos Juniors y Kimberley).[13]
- Nacional 1972: Cerró en la cuarta posición, con 17 puntos, tras siete victorias (Independiente Tandil, Lanús, Gimnasia LP, San Martín Tucumán, San Lorenzo MDP, River Plate y Bartolomé Mitre); tres empates (Atlanta, Independiente Avellaneda y Gimnasia Mendoza) y tres derrotas (Rosario Central, Vélez, San Lorenzo Almagro).[14]
- Nacional 1973: Terminó décimo primero, con 13 puntos, producto de cinco victorias (Colón SF, Independiente Rivadavia, Juventud Antoniana, Racing Club y All Boys); tres empates (Newell's, Vélez y Chacarita) y siete derrotas (Cipoletti, San Lorenzo MDP, River Plate, San Lorenzo, Estudiantes LP, Instituto y San Martín Tucumán).[15]
- Nacional 1974: Finalizó tercero, con 24 puntos, gracias a 10 victorias (Godoy Cruz x2, Independiente Avellaneda, Huracán C.R., Vélez, San Lorenzo MDP, Huracán Parque Patricios, Chaco For Ever, Atlanta y Atlético Tucumán); cuatro empates (Huracán Parque Patricios, Atlanta, Vélez y San Lorenzo MDP) y cuatro derrotas (Chaco For Ever, Atlético Tucumán, Independiente Avellaneda y Huracán C.R.).[16]
- Nacional 1976: Culminó cuarto, con 17 puntos, tras seis victorias (Platense, Sp. Patria x2, All Boys, Vélez y Aldosivi), cinco empates (Huracán Parque Patricios x2, Talleres C, Vélez y Platense) y siete derrotas (Rosario Central x2, Aldosivi, Unión SF x2, Talleres C y All Boys).[17]
- Nacional 1978: Cerró en el tercer escalón, producto de 16 unidades, y de siete victorias (San Martín T x2, Colón SF, Quilmes, San Lorenzo Almagro, River Plate y Alvarado MDP), dos empates (Atlanta x2) y 5 derrotas (Quilmes, San Lorenzo Almagro, River Plate, Alvarado MDP y Colón SF).[18]
- Nacional 1980: Culminó sexto, con 12 puntos, tras 3 victorias (Boca Juniors, San Lorenzo MDP y Huracán Parque Patricios); 6 empates (Huracán Parque Patricios, Argentinos Juniors, Independiente Rivadavia x2, Boca Juniors y Talleres de Córdoba) y 5 derrotas (Talleres C, Unión SF x2, Argentinos Juniors y San Lorenzo MDP).[19]

#### Hechos destacados
- Es el mejor equipo de Mendoza frente a Boca Juniors. Se enfrentaron 4 veces (2 victorias para San Martín y 2 empates). Además de ganarle en La Bombonera al Boca invicto y campeón (único partido que Boca perdió en todo el Nacional 1969).
- Ser uno de los Clubes «Grandes Históricos» de Mendoza, con más de 90 años de competencia.
- Ser conocidos a nivel nacional con el apodo de «Chacareros» apelativo que refiere a la actividad fuertemente agrícola de la región, y que instituyó en el año 1967 el recordado y famoso periodista radial Enzo Ardigó del equipo de José María Muñoz, en el relato del partido entre A.C.S.M. e Independiente de Avellaneda en la primera participación del club en torneos nacionales de fútbol de primera división, Esta denominación lejos de ser considerada peyorativa fue asumida con profundo orgullo por los aficionados, que se identificaron a partir de entonces y para siempre con ese seudónimo.
- Asimismo el club es conocido también como «El León» por la histórica garra de sus primeros equipos no solo en fútbol sino también en otras disciplinas deportivas, denominación que se acentuó en la década de 1970 con el protagonismo alcanzado por su hinchada autodenominada «Los Leones del Este» la cual por su contribución innovadora, al espíritu deportivo, con un mensaje antiviolencia, unió música y deporte, lo cual significó:
- Contar a lo largo de su historia con varias publicaciones de libros sobre la historia de la institución, entre ellas:
  - «Libro de Oro del Cincuentenario» (1977 autores varios)
  - «El nacimiento de una Pasión» (2004 Alejandro Fabbri)
- Un equipo de Fútbol que en la actualidad participa en el Torneo Regional Federal Amateur, con una rica historia en el fútbol nacional y local.
- Primer equipo de la provincia de Mendoza en ganarle a uno de los cinco grandes del fútbol argentino (8-10-1967, 2 a 1 a San Lorenzo)
- Haberle ganado a los cinco grandes del fútbol argentino por torneos oficiales.
- Ser el primer equipo del interior en tener un museo, y el cuarto en todo el país.[20]
- El Atlético Club San Martín es el 2° equipo mendocino mejor posicionado en la clasificación histórica de la primera división del fútbol argentino, solo superado por Godoy Cruz:

| Pos. | Club                      | Pts. | J   | G   | G3  | G2 | E   | E2 | E1  | P   | GF  | GC  | Dif. | Desc. | Camp. |
| ---- | ------------------------- | ---- | --- | --- | --- | -- | --- | -- | --- | --- | --- | --- | ---- | ----- | ----- |
| 36   | Godoy Cruz                | 556  | 409 | 165 | 139 | 16 | 110 | 34 | 110 | 158 | 490 | 519 | -29  | 0     |       |
| 40   | San Martín (Mza.)         | 135  | 138 | 42  | 0   | 49 | 39  | 0  | 39  | 56  | 190 | 225 | -35  | 0     |       |
| 42   | Gimnasia y Esgrima (Mza.) | 125  | 123 | 43  | 0   | 43 | 39  | 0  | 39  | 41  | 182 | 180 | 2    | 0     |       |
| 48   | Independiente Rivadavia   | 76   | 90  | 23  | 0   | 23 | 30  | 0  | 30  | 38  | 102 | 154 | -52  | 0     |       |
| 82   | Huracán (SR)              | 13   | 32  | 2   | 0   | 2  | 9   | 0  | 9   | 21  | 26  | 82  | -56  | 0     |       |
| 90   | Huracán Las Heras         | 10   | 9   | 3   | 0   | 3  | 4   | 0  | 4   | 2   | 15  | 14  | 1    | 0     |       |

### Torneos de ascenso

#### Torneo Argentino A
- Argentino A 1995-96: San Martín integró la Zona Centro del torneo junto a otros 7 equipos. Finalizó 1.º en su zona y se clasificó a la Zona Campeonato. En esta zona, conformada por 16 equipos, finalizó en el último lugar, terminando así su participación.
- Argentino A 1996-97: Jugó en la Zona Centro finalizando 3°, por detrás de Juventud Alianza y Huracán de San Rafael, y accedió a la Zona Campeonato. Finalizó segundo en esta zona por detrás de Huracán de San Rafael. En la tercera fase jugó el cuadro final por un ascenso a la B Nacional junto con Independiente Rivadavia, Unión (VK), Huracán (SR) y San Martín (MC). Finalizó primero, dos puntos por delante de Independiente Rivadavia, con 8PG, 2PE y 1PP obteniendo así el ascenso.[21] Félix Morán, Mauricio Magistretti, Fabio Giménez, Marcelo Bertolini, Ramón Ceferino Videla, Christian Corrales fueron piezas vitales en ese equipo, en donde Sergio Gustavo Jesús Agüero fue la figura destacada a lo largo del torneo.
- Argentino A 2006-07: En el Apertura, en la fase campeonato, San Martín finalizó 4.º en la zona B con 22 puntos. En el Clausura terminó con 24 puntos, pero se le descontaron 10 puntos debido a una denuncia de arreglo del partido ante Desamparados, dejando a San Martín en descenso directo.[22]

#### Primera B Nacional
- Nacional B 1997-98: Su primera temporada en la categoría luego del ascenso. Finalizó 15.º de 16 participantes en la Zona Interior. Esto lo llevaba a participar en la entonces llamada Zona Permanencia, integrada por los 8 últimos de la Zona Interior. Terminó en la tercera posición y conservó la categoría.[23]
- Nacional B 1998-99: Finalizó 10.º en la Zona Interior.[24]
- Nacional B 1999-00: Terminó 2.º en la Zona Interior y se clasificó a la Fase Final. En semifinales, se enfrentó ante Huracán donde perdió por 2 a 1 en San Martín y ganó 1 a 0 en Parque Patricios. El resultado global fue 2 a 2 pero, por ventaja deportiva, clasificó Huracán ya que había salido primero en la Zona Metropolitana.[25]
- Nacional B 2000-01: Finalizó cuarto en la Zona Interior y se clasificó para las eliminatorias por el segundo ascenso. En octavos de final se enfrentó a Platense donde el resultado global fue 1 a 1, pero clasificó San Martín por ventaja deportiva. En cuartos de final eliminó por ventaja deportiva a Almirante Brown de Arrecifes con un resultado global de 3 a 3. En Semifinales cayó a manos de Instituto de Córdoba con un resultado global de 3 a 2.[26]
- Nacional B 2001-02: En la primera edición con la modalidad de apertura y clausura, en la primera finalizó en tercera posición y séptimo del grupo B en el clausura.[27]
- Nacional B 2002-03: Finalizó sexto en el torneo apertura y tercero en el clausura. En la tabla general acumulada quedó en cuarta posición, lo que lo clasificó a jugar la promoción para el ascenso a Primera División contra Talleres de Córdoba. El partido de ida en el estadio Malvinas Argentinas de Mendoza lo ganó Talleres por 1 a 0. El partido de vuelta, en el estadio hoy llamado Mario Alberto Kempes, también lo ganó Talleres por 1 a 0 quedando como resultado global 2 a 0 para el elenco cordobés.[28][29]
- Nacional B 2003-04: En su séptima temporada en el Nacional B, San Martín finalizó tercero en el apertura y último en el clausura, siendo esta, su peor participación en un torneo corto de la segunda categoría.[30]
- Nacional B 2004-05: Terminó sexto en el apertura y noveno en el clausura.[31]
- Nacional B 2005-06: Finalizó último en el apertura con 3 partidos ganados y séptimo en el clausura. En la tabla acumulada final terminó en la posición 18.ª y 17.ª en la tabla de promedios. Debido a esto tuvo que jugar la promoción para mantener la categoría ante San Martín de Tucumán. El partido de ida en Tucumán lo ganó el equipo local por 1-0 y en el partido de vuelta en San Martín fue empate 0-0. El resultado global fue 1 a 0 para San Martín de Tucumán, otorgándole así el ascenso al mismo y el descenso al Argentino A a San Martín de Mendoza.[32]

#### Torneo Argentino B
- Argentino B 2007-08: Finalizó tercero en su zona integrada por 8 equipos donde solo se clasificaban a la siguiente fase los 2 primeros y algunos terceros.
- Argentino B 2008-09: Terminó tercero en su grupo de 6, donde solo clasificaban a la siguiente etapa los 2 primeros.
- Argentino B 2009-10: En la parte de apertura terminó primero en su zona integrada por 7 equipos. Esto le posibilitó jugar un encuentro para poder pasar directo a la 3.ª fase, pero perdió ante Atenas de Río IV por un resultado global de 3 a 2. En clausura nuevamente quedó primero y se enfrentó en la fase final ante Tiro Federal de Morteros (Córdoba), donde se impuso en un resultado global por 3 a 2. En la siguiente fase se midió ante Unión de Villa Krause, donde quedó eliminado por un resultado global de 2 a 1.
- Argentino B 2010-11: Finalizó último en su zona de 7 equipos con 7 partidos ganados de 24. En la tabla de promedios finalizó 38.º de 48.
- Argentino B 2011-12: Terminó primero en su zona de 8 equipos y repitió su primer lugar en el cuadrangular de la segunda fase. En la tercera fase, ahora play-off se enfrentó ante Sportivo Las Parejas, donde en el partido de ida en Santa Fe perdió 5 a 0 y en el partido de vuelta en San Martín fue victoria por 4 a 0. El resultado global fue 5 a 4 a favor del equipo de Las Parejas.
- Argentino B 2012-13: Finalizó octavo en la zona 3 integrada por 14 equipos.
- Argentino B 2013-14: Terminó en la última posición de la zona 5 integrada por 10 equipos, descendió pero debido a la reestructuración del fútbol argentino, el club fue invitado a disputar el Torneo de Transición Federal B 2014.

#### Torneo Federal B
- Federal B 2014: Tras la invitación por parte del Consejo Federal disputó dicho torneo, terminó séptimo en la zona 16 integrada por 8 equipos. En esta edición no hubo descensos al Torneo del Interior.
- Federal B 2015: Finalizó tercero de la zona 11 integrada por 11 equipos. En la segunda fase, integró la zona E donde terminó primero de 7 equipos. En la fase de play-off por el segundo ascenso, se enfrentó en cuartos de final a Almirante Brown de Lules. El partido de ida en Tucumán fue victoria para San Martín por 2 a 1. En el partido de vuelta en Mendoza, victoria nuevamente para San Martín por 4 a 1, dando como resultado global 6 a 2 para el equipo mendocino. En semifinales se enfrentó ante Unión Santiago donde el resultado global fue de 5 a 2 a favor de San Martín producto de una victoria en Mendoza por 4 a 1 y un empate en el partido de vuelta en Santiago del Estero por 1 a 1. En la final por el ascenso se enfrentó ante Defensores de Pronunciamiento. En el partido de ida fue victoria para el equipo de Entre Ríos por 2 a 1 y en el partido de vuelta en Mendoza también victoria para Defensores por 1 a 0, dando como resultado global final 3 a 1.
- Federal B 2016: Terminó último de la zona 8 integrada por 5 equipos. En esta temporada no hubo descensos.
- Federal B Complementario 2016: Finalizó cuarto de la zona B en la Región Cuyo integrada por 10 equipos. A la siguiente fase clasificaban los dos primeros.
- Federal B 2017: Terminó tercero de la zona B en la Región Cuyo integrada por 10 equipos. A la siguiente fase clasificaban los dos primeros.

#### Torneo Regional Federal Amateur
- Regional Federal Amateur 2019: Finalizó primero de la zona 3 de la Región Cuyo. En la fase final de la Región Cuyo, ya en modalidad de play-off, eliminó en octavos de final a Sportivo del Carril con un resultado global de 4 a 1 (0 a 0 en el partido de ida en San Juan y 4 a 1 en el partido de vuelta en Mendoza). En cuartos de final eliminó a Andes Talleres con un resultado global de 7 a 1 (2 a 0 en el partido de ida en Godoy Cruz y 5 a 1 en el partido de vuelta en San Martín). En semifinales eliminó a Pacífico con un resultado global de 5 a 1 (3 a 1 en la ida en San Martín y 2 a 0 en la vuelta en General Alvear). La final de la Región Cuyo la perdió ante Peñarol con un resultado global de 3 a 1 (1 a 0 en la ida en Mendoza y 3 a 0 en la vuelta en San Juan).
- 'Regional Federal Amateur 2020': Finalizó segundo en la Primera Ronda de la zona 3 de la Región Cuyo, clasificando por detrás de FADEP a la siguiente ronda. El torneo fue suspendido después de la disputa parcial de la primera fecha de la Segunda ronda, por las medidas gubernamentales para evitar la propagación de la covid-19.
- 'Transición Regional Federal Amateur 2020-21': Finalizó primero en la Primera Ronda de la zona 2 de la Región Cuyo. En la fase de play-off derrotó en condición de local a Alianza Fubolistica por 7 a 0. En la final de la Región Cuyo cayó en condición de local frente a FADEP (0-1).
- Regional Federal Amateur 2021-22: Finalizó primero en la Primera Ronda de la zona 3 de la Región Cuyo. En la fase de play-off debía enfrentar a Sportivo El Porvenir de San Rafael, pero por incidentes que surgieron antes del partido, el Consejo Federal decidió dar por perdido y descalificar a ambos clubes de la competición.[33]
- Regional Federal Amateur 2022-23: Finalizó primero en la Primera Ronda de la zona 2 de la Región Cuyo. En la fase de play-off enfrentó por los octavos de final de la Región Cuyo a EFI Juniors, la ida en San Luis resultó en un empate por 2 a 2, mientras que en la vuelta San Martín ganó 2 a 0 y clasificó a la siguiente instancia. En cuartos de final de la Región Cuyo, enfrentó a Sportivo Pedal, venciendo en el global 3 a 0 (2 a 0 en la ida en San Rafael y 1 a 0 en la vuelta en San Martín). En la semifinal de la Región Cuyo enfrentó a Gutiérrez venció en el global 2 a 1 (1 a 1 en la ida en General Gutiérrez  y 1 a 0 en la vuelta en San Martín). En la Final de la Región Cuyo enfrentó a Unión de Villa Krause venciendo en el global 3 a 2 (3 a 1 en la ida en San Martín y 0 a 1 en la vuelta en Villa Krause). En la Final por el ascenso, ante un gran marco de público en el Estadio "La Pedrera" de Villa Mercedes enfrentó a El Linqueño de Lincoln, tras un empate en 0, cayó en penales por 4 a 2. Obtuvo la posibilidad de jugar un repechaje contra Independiente de San Cayetano. Pero este último fue eliminado de la competición como parte de la sanción por los incidentes provocados en el encuentro con Germinal y San Martín de Mendoza obtuvo la plaza al Torneo Federal A.

#### Torneo Federal A
- Federal A 2023: disputa actualmente la Zona B del torneo.

## Presidentes
| N.°  | Presidente                    | Mandatos        |
| ---- | ----------------------------- | --------------- |
| 1.º  | Emilio Menéndez               | 1927 - 1929     |
| 2.º  | Mario Magistretti             | 1929 - 1934     |
| 3.º  | José María Bernal             | 1935            |
| 4.º  | Emilio Menéndez               | 1936            |
| 5.º  | Mario Magistretti             | 1937            |
| 6.º  | José María Bernal             | 1938            |
| 7.º  | Mario Magistretti             | 1939            |
| 8.º  | Armando Guevara Civit         | 1940            |
| 9.º  | Rafael Fornés                 | 1940 - 1944     |
| 10.º | José Orfila                   | 1945            |
| 11.º | Rafael Fornés                 | 1946            |
| 12.º | Heytel Stoisa                 | 1947 - 1961     |
| 13.º | Esteban Costantini            | 1962 - 1975     |
| 14.º | José Herrera - Juan Marcovich | 1976            |
| 15.º | Mario Rubio                   | 1977 - 1980     |
| 16.º | Domingo Jorge Magistretti     | 1981 - 1986     |
| 17.º | Raúl Cvetnic                  | 1987 - 1991     |
| 18.º | Sergio Vázquez                | 1992 - 1996     |
| 19.º | Domingo Jorge Magistretti     | 1997 - 1999     |
| 20.º | Sergio Gómez                  | 1999 - 2001     |
| 21.º | José Esteban Panella          | 2002 - 2004     |
| 22.º | Sergio Abel Vasquez           | 2004 - 2008     |
| 23.º | Javier Rubio                  | 2008 - 2010     |
| 24.º | Silvio Bront                  | 2010 - 2014     |
| 25.º | Alberto Ortiz                 | 2014 - 2018     |
| 26.º | Gabriel Mostaccio             | 2018 - 2022     |
| 27.º | Damián Reyes                  | 2022 - presente |

## Escudo
En el escudo del Atlético Club San Martín no ha cambiado mucho a lo largo de la historia. Siempre predominaron los colores rojo y blanco con 4 franjas blancas y 3 rojas posicionadas en forma vertical. Las siglas A.C.S.M. significan Atlético Club San Martín.

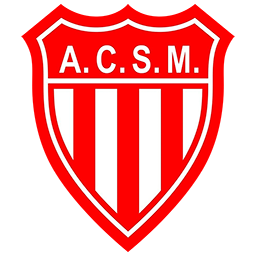

## Rivalidades

### Palmira
El clásico rival histórico de San Martín es el Club Atlético Palmira, siendo ambos los clubes más importantes del Departamento de San Martín. La gran mayoría de enfrentamientos se produjeron por Liga Mendocina. A continuación se muestra el historial de enfrentamientos por torneos federales de AFA.
| Equipo           | Partidos Jugados | Partidos Ganados | Partidos Empatados | Goles a favor |
| ---------------- | ---------------- | ---------------- | ------------------ | ------------- |
| San Martín (M)   | 10               | 4                | 5                  | 7             |
| Atlético Palmira | 10               | 1                | 5                  | 4             |

### Otras rivalidades

#### Independiente Rivadavia
Uno de los rivales máximos es el Club Sportivo Independiente Rivadavia. La rivalidad es histórica debido a los numerosos enfrentamientos que han recorrido las distintas categorías, desde Liga mendocina, el antiguo Torneo Argentino A y Nacional B.

#### Godoy Cruz
El clásico rival histórico de San Martín es el Club Godoy Cruz Antonio Tomba, siendo ambos clubes de los más importantes y convocantes de la provincia de Mendoza (Mendoza).
La rivalidad con el Club Deportivo Godoy Cruz Antonio Tomba surge de compartir muchos años categoría en el Nacional B, desde 1997 hasta 2006.

#### Unión de Villa Krause
La rivalidad con el Club Atlético Unión (Villa Krause) surge tras haberse enfrentado 16 veces en el lapso de 3 años en el Argentino B, 2 veces en el Argentino A, 1 vez en la Copa Argentina y 2 veces en el Regional Amateur.

## Estadio
El Estadio General José de San Martín está ubicado en la intersección entre Calle Boulogne Sur Mer y Lavalle, en el departamento de General San Martín. Tiene una capacidad de 8782 espectadores, dos populares y una platea. Antiguamente contaba con una popular de madera que en 2010 fue desmantelada.

## Uniforme
La camiseta titular, tal como su escudo, está formada por 7 franjas rojas y blancas verticales. La segunda camiseta es de color negro con vivos en rojo y blanco. La casaca alternativa es de color blanco con vivos finos rojos.
Los pantalones utilizados actualmente son de color negro. Las medias son blancas.
La actual marca que viste al Chacarero es Mitre. 
Los patrocinadores son 'Gobierno de Gral. San Martín' y 'San Martín Suspensión y Dirección'. 

### Indumentaria y patrocinador
| Período       | Proveedor     |
| ------------- | ------------- |
| 1980-1988     | Adidas        |
| 1988-1992     | Diner         |
| 1993-1997     | Levallier     |
| 1997-1998     | Puma          |
| 1998-2000     | Taiyo         |
| 2000-2002     | Olan          |
| 2002-2003     | Dana          |
| 2003-2004     | DRB Dribbling |
| 2004-2007     | Mitre         |
| 2007-2010     | DRB Dribbling |
| 2010-2011     | Erreà         |
| 2011-2014     | Knock         |
| 2015-2022     | Muro          |
| 2022-presente | Mitre         |

| Período       | Patrocinador                                                  |
| ------------- | ------------------------------------------------------------- |
| 1982-1988     | Diario Los Andes                                              |
| 1988-1992     | Vinos Cairo                                                   |
| 1992-1994     | Copisi                                                        |
| 1994-1997     | AMARU                                                         |
| 1997-1998     | Diario Uno                                                    |
| 1998-1999     | Cerveza Andes                                                 |
| 1999-2000     | Mercobank/Banco Transandino                                   |
| 2000-2003     | Diario Los Andes                                              |
| 2003-2004     | Casino de Mendoza/Crotta/Diario UNO                           |
| 2004-2005     | José Micheli e Hijos                                          |
| 2005-2006     | Cata/José Micheli e Hijos                                     |
| 2006-2008     | Cata/Casino de Mendoza                                        |
| 2008-2010     | Cata/Cerro                                                    |
| 2010-2015     | Cata/Gobierno de Gral.San Martín                              |
| 2015-2022     | Gobierno de Gral.San Martín/Andesmar                          |
| 2022-presente | Gobierno de Gral.San Martín/San Martín Suspensión y Dirección |

| Proveedor actual | Patrocinador principal                        | Patrocinadores secundarios        |
| ---------------- | --------------------------------------------- | --------------------------------- |
| Mitre            | Municipalidad de General San Martín (Mendoza) | San Martín Suspensión y Dirección |
| Mitre            | Municipalidad de General San Martín (Mendoza) | Vaypol                            |
| Mitre            | Municipalidad de General San Martín (Mendoza) | Barbagallo Rental                 |
| Mitre            | Municipalidad de General San Martín (Mendoza) | Polietileno San Martín            |
| Mitre            | Municipalidad de General San Martín (Mendoza) | Celer                             |
| Mitre            | Municipalidad de General San Martín (Mendoza) | FusionTex                         |

## Datos del club
Total de temporadas en AFA: 44
- Temporadas en Primera División: 0
  - Campeonato Nacional: 9 (1967, 1969, 1971-1974, 1976, 1978 y 1980).
    - Puesto histórico en Primera División: 72.º
    - Mejor ubicación en Primera División: 3.º Zona D (1978).
    - Peor ubicación en Primera División: 13.º (1967).
- Temporadas en Segunda División: 9
  - Primera B Nacional: 9 (1997-98 – 2005-06).
    - Puesto histórico en Segunda División: 32.º
    - Mejor ubicación en Segunda División: Promoción con Primera División (2002-03).
    - Peor ubicación en Segunda División: Descenso (2005-06).
- Temporadas en Tercera División: 9
  - Torneo del Interior: 4 (1986-87 - 1988-89, 1992-93).
  - Torneo Argentino A: 3 (1995-96 - 1996-97, 2006-07).
  - Torneo Federal A: 2 (2023 - 2024).
    - Puesto histórico en Tercera División: 76.º
    - Mejor ubicación en Tercera División: 1.º (1996-97).
    - Peor ubicación en Tercera División: Descenso (2006-07).
- Temporadas en Cuarta División: 17
  - Torneo Argentino B: 7 (2007-08 - 2013-14).
  - Torneo Federal B: 5 (2014 - 2017).
  - Torneo Regional Federal Amateur: 5 (2019 - 2022-23).
    - Mejor ubicación en Cuarta División: Ascenso (2022-23).
    - Peor ubicación en Cuarta División: 10.º Zona 5 (2013-14)
- Mayor goleada conseguida:
  - En campeonatos nacionales: 4:0 a Huracán (en 1971); a Gimnasia y Esgrima (LP) (en 1972); a Huracán (CR) (en 1974).[35]
- Mayor goleada recibida:
  - En campeonatos nacionales: 8:0 de River Plate (en 1978).[35]
- Máximo goleador: Sebastián Coria (50).[36]
- Más partidos disputados: Ramón Videla (192).[36]

### Cronología
A continuación se muestra la cronología a partir de 1986, año en que comenzó la modalidad de divisiones incorporando a equipos del interior y se dejaron de disputar los Torneos Regionales, Metropolitanos y Nacionales.

### Ascensos/descensos
1995: ascenso al Torneo Argentino A.
 1996-97: ascenso a la Primera B Nacional.
 2005-06: descenso al Torneo Argentino A.
 2006-07: descenso al Torneo Argentino B.
 2022-23: ascenso al Torneo Federal A.

## Jugadores

### Altas y bajas 2025
| Altas                    | Altas         | Altas                           | Altas  |
| Jugador                  | Posición      | Procedencia                     | Tipo   |
| ------------------------ | ------------- | ------------------------------- | ------ |
| Facundo Abraham          | Arquero       | Gimnasia y Tiro (Salta)         | Libre  |
| Agustin Grinovero        | Arquero       | Atlético Rafaela                | Libre  |
| Matías Heredia           | Arquero       | FADEP (Mendoza)                 | Libre  |
| Facundo Ruíz             | Defensa       | Colegiales                      | Libre  |
| Sebastián Olivarez       | Defensa       | Tristán Suárez                  | Libre  |
| Bruno Rodríguez          | Defensa       | Club Real Potosí (Bolivia)      | Libre  |
| Enzo Ferreira            | Defensa       | Pastoreo FC                     | Libre  |
| Juan José Almeida        | Defensa       | FADEP (Mendoza)                 | Libre  |
| Juan Manuel Marital      | Mediocampista | Juventud Unida (San Luis)       | Libre  |
| Luciano Pizarro          | Mediocampista | Atlético Güemes (SdE)           | Libre  |
| Ramiro Makarte           | Mediocampista | Alvarado (Mar del Plata)        | Cesión |
| Germán Mayenfisch        | Mediocampista | San Telmo                       | Libre  |
| Santiago Romero          | Mediocampista | Estudiantes de Rio Cuarto       | Libre  |
| Edgar González           | Mediocampista | Encarnación FC                  | Libre  |
| Alexis Arias             | Mediocampista | Godoy Cruz                      | Libre  |
| Ignacio Castro           | Mediocampista | FADEP (Mendoza)                 | Libre  |
| Agustín Diaz             | Mediocampista | Central Córdoba (SdE)           | Libre  |
| Matías Rojo              | Mediocampista | Club Atlético Unión (Sunchales) | Libre  |
| Felipe Rivarola Villalba | Delantero     | San Lorenzo (Paraguay)          | Libre  |
| Francisco Doñate         | Delantero     | Santamarina (Tandil)            | Libre  |
| Valentín Mancini         | Delantero     | Aldosivi                        | Libre  |

| Bajas                | Bajas         | Bajas                    | Bajas  |
| Jugador              | Posición      | Destino                  | Tipo   |
| -------------------- | ------------- | ------------------------ | ------ |
| Santiago Grande      | Arquero       | Huracán Las Heras        | Libre  |
| Emmanuel Cirrincione | Arquero       | Sarmiento de Resistencia | Libre  |
| Nahuel Bernabé       | Defensa       | Deportivo Maipú          | Cesión |
| Juan Pablo Vaschetto | Defensa       | Sarmiento de La Banda    | Libre  |
| Ignacio González     | Mediocampista | Huracán Las Heras        | Libre  |
| Santiago Domínguez   | Mediocampista | Acción Juvenil (Córdoba) | Libre  |
| Ignacio Perez        | Mediocampista | Germinal de Rawson       | Libre  |

## Entrenadores
- 1983-1984:  Nicolás Novello[38]
- 1998-1999:  Salvador Ragusa[39]
- 2002-2003:  Carlos Roldán[40]
- 2003-2004:  Dalcio Giovagnoli
- 2004:  José María Martínez[39]
- 2005:  Marcelo Fuentes[39]
- 2005-2006:  Luis Manuel Blanco[39]
- 2008-2009:  Marcelo Vázquez[41]
- 2009-2010:  Roque Alfaro[42]
- 2010-2011:  Mauricio Magistretti[43]
- 2011-2012:  Marcelo Vázquez[44]
- 2012:  Julio César Toresani[45]
- 2012-2013:  Christian Corrales[46]
- 2013:  Cristian Domizzi[47]
- 2013-2014:  Carlos Roldán[40]
- 2014:  Mauricio Magistretti[48]
- 2015:  Sergio Busciglio[49]
- 2016:  Carlos Mazzola
- 2016:  Carlos Comunetti[50]
- 2017:  Mauricio Magistretti[51]
- 2018-2021:  Lucio Ramos[52]
- 2021-2022:  Juan Alejandro Abaurre[53]
- 2022-2023:  Sergio Mauricio Arias[54]
- 2023:  Víctor Zwenger[55]
- 2023-2024:  Hernán Vázquez
- 2024:  Alexis Ferrero
- 2024:  Daniel Arias (Interino)
- 2025:  Mauricio Elena

## Polideportivo

### Básquet
Actualmente San Martín participa de la Superliga de Mendoza y en la máxima divisional (Nivel 1) del básquet mendocino.
Disputa sus partidos en el gimnasio Esteban Constantini, perteneciente a la institución. El gimnasio cuenta con cancha de básquet profesional con suelo de parqué y una capacidad para albergar unos 1 000 espectadores. 

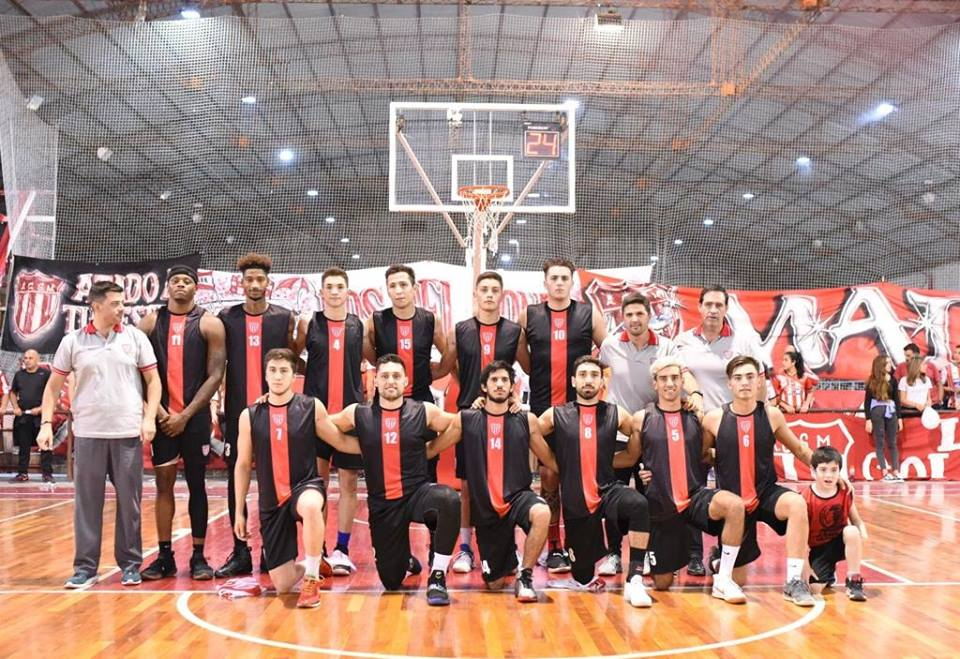
Alineación de San Martín previo a jugar la final ante Murialdo. Figuran -sin orden - Ramiro Espinoza, Brentine Taylor, Mitchel Mermelstein, Latrauis Mosley, Elías del Ponte, Tiago Carrasco, Facundo Garmendia, Enzo Castro, Mariano Gutiérrez, Martín Ruiz, Tomás Ferlaza, Lautaro Baduí y Sergio Peralta (DT).

En 2018 consiguió un hecho histórico consagrándose campeón de la Superliga de básquet haciendo un triplete, ganando Apertura, Clausura y la Final Anual.
- Campeón de la Federación Mendocina de Básquet 2018[57]
- Campeón del campeonato de reserva 2018
- 4 ascensos a la máxima divisional de Mendoza (1988, 2005, 2015 y 2017)
- Campeón Torneo Vendimia 2018.[58]

- Cuenta con más de 250 jugadores en todas las categorías.

- Aporte de jugadores a la selección nacional de Básquetbol.

Celeste Cabañez selección Argentina femenina de mayores.
Jugadores destacados aportados a seleccionados provinciales y nacionales.

### Otros deportes
Aunque desde su fundación fue netamente un club de fútbol, boxeo y ciclismo disciplinas como el hockey sobre patines, vóley, básquet, bochas, patinaje artístico, natación, pelota a paleta, aerobics se practican en la institución.
Estas han conseguido grandes logros como:
Trayectoria en Hockey sobre Patines
- Múltiple campeón mendocino y argentino de la especialidad.

- Varias veces sede de campeonatos argentinos de la especialidad.

- Aporte de jugadores a la selección nacional.

Alberto Lombino, Rubén “Nichi” Moreno, Jesús Daprá, Mario Rubio (campeón mundial 1978)
Entre otros.
Trayectoria en Patinaje Artístico para damas
- Cuenta con más 100 patinadoras en todas las categorías, entre ellas varias campeonas mendocinas y argentinas como Ana Laura Maguiña entre otras.

- Todos los años organiza su espectáculo artístico como cierre del año de competencia, evento que convoca a más 2000 personas en el estadio.

## Palmarés
| Torneos Nacionales                    | Torneos Nacionales                                          | Torneos Nacionales                                                |
| Competición                           | Títulos                                                     | Subcampeonatos                                                    |
| Segunda División                      | Segunda División                                            | Segunda División                                                  |
| ------------------------------------- | ----------------------------------------------------------- | ----------------------------------------------------------------- |
| Torneo Regional * (4/0)               | 1967, 1969, 1971 y 1978                                     |                                                                   |
| Tercera División                      |                                                             |                                                                   |
| Torneo Argentino A (1/0)              | 1996/1997                                                   |                                                                   |
| Cuarta División                       |                                                             |                                                                   |
| Torneo Regional Federal Amateur (0/1) |                                                             | 2022-23                                                           |
| Torneos Regionales                    |                                                             |                                                                   |
| Competición                           | Títulos                                                     | Subcampeonatos                                                    |
| Liga Mendocina de Fútbol (10/11)      | 1963, 1966, 1973, 1975, 1979, 1987, 1992, 2009, 2018 y 2022 | 1948, 1956, 1957, 1961, 1967, 1970, 1972, 1976, 1983, 1985 y 1988 |

* : No otorga título de campeón

### Torneos regionales amistosos
- Torneo Preparación (1): 1950.
- Subcampeón Trofeo Consejo Federal: 1969[59]